# FN's Sikkerhedsråds resolution 446
FN's Sikkerhedsråds resolution 446, vedtaget den 22. marts 1979, vedrørte spørgsmålet om israelske bosættelser i de "arabiske territorier, der er besat af Israel siden 1967, inklusive Jerusalem". Dette refererer til de palæstinensiske territorier på Vestbredden, Østjerusalem og Gazastriben samt de syriske Golanhøjder .
I beslutningen fastslog Sikkerhedsrådet: "at Israels politik og praksis med hensyn til etablering af bosættelser i de palæstinensiske og andre arabiske territorier besat siden 1967 ikke har nogen juridisk gyldighed og udgør en alvorlig hindring for at opnå en omfattende, retfærdig og varig fred i Mellemøsten"
Beslutningen blev vedtaget med 12 stemmer for og ingen imod. Tre lande (Norge, Storbritannien og USA) stemte blankt.

## Kontekst
Sikkerhedsrådets resolution 446 blev vedtaget blot fire dage inden den ægyptisk-israelske fredsaftale blev signeret d. 26 marts 1979 i Washington, D.C. Denne fredsaftale indebar et løfte om, at Israel ville trække sig tilbage fra Sinai-halvøen, som de ellers havde besiddet siden Seksdagskrigen i 1967. Israel trak sig efterfølgende ud af Sinai-halvøen i flere faser, hvilket kulminerede den 26. april 1982, hvor Israel havde lavet en fuld tilbagetrækning.

## Resolutions tekst
Oversat fra den originale engelske tekst:
Sikkerhedsrådet,
Efter at have hørt erklæringen fra Jordans faste repræsentant og andre erklæringer fremsat for Rådet,
Det understreges, at der er presserende behov for at opnå en omfattende, retfærdig og varig fred i Mellemøsten,
Der bekræftes endnu en gang, at den fjerde Genève-konvention, som omhandler beskyttelse af civile personer i krigstid af 12. august 1949 1/, finder anvendelse på de arabiske territorier, der er besat af Israel siden 1967, inklusive Jerusalem,
1. Fastslår, at Israels politik og praksis med hensyn til etablering af bosættelser i de palæstinensiske og andre arabiske territorier besat siden 1967 ikke har nogen juridisk gyldighed og udgør en alvorlig hindring for at opnå en omfattende, retfærdig og varig fred i Mellemøsten;
2. Beklager stærkt Israels manglende overholdelse af Sikkerhedsrådets resolution 237 (1967) af 14. juni 1967, 252 (1968) af 21. maj 1968 og 298 (1971) af 25. september 1971 og konsensuserklæringen fra præsidenten for Sikkerhedsrådet af 11. november 1976 2/ og generalforsamlingsbeslutninger 2253 (ES-V) og 2254 (ES-V) af 4. og 14. juli 1967, 32/5 af 28. oktober 1977 og 33/113 af 18. december 1978;
3. Opfordrer endnu en gang Israel, som den besættende magt, til nøje at overholde den fjerde Genève-konvention fra 1949, til at ophæve sine tidligere foranstaltninger og til at afstå fra at træffe enhver handling, der vil resultere i ændring af den juridiske status og geografiske natur og væsentligt påvirker den demografiske sammensætning af de arabiske territorier, der er besat siden 1967, inklusive Jerusalem, og især ikke at overføre dele af sin egen civile befolkning til de besatte arabiske områder;
4. Opretter en kommission bestående af tre medlemmer af Sikkerhedsrådet, der udnævnes af formanden for Rådet efter konsultationer med medlemmerne af rådet, for at undersøge situationen i forbindelse med bosættelser i de arabiske territorier besat siden 1967, herunder Jerusalem;
5. Anmoder Kommissionen om at forelægge sin rapport for Sikkerhedsrådet senest den 1. juli 1979;
6. Anmoder generalsekretæren om at give Kommissionen de nødvendige faciliteter til, at den kan udføre sin mission.
7. Beslutter at holde situationen på de besatte områder under konstant og nøje kontrol og at indkalde igen i juli 1979 for at gennemgå situationen på baggrund af Kommissionens konklusioner.

## FN's Sikkerhedsråds resolution 446 og den fjerde Genève-konvention
I resolution 446 bekræftes "endnu en gang, at den fjerde Genève-konvention, som omhandler beskyttelse af civile personer i krigstid af 12. august 1949, finder anvendelse på de arabiske territorier, der er besat af Israel siden 1967, inklusive Jerusalem". Resolution er vedtaget under FN-pagtens Kapitel IV og har derved status af en ikke-bindende anbefaling. I relation til de israelske bosættelser henviser resolutionen specifikt til den fjerde Genève-konventions Artikel 49 (særligt stk. 6), som lyder:
Den Fjerde Genève-konvention, Artikel 49 (Besatte områder)
(stk. 1) Tvungen overførelse af enkeltpersoner eller tvungne masseoverførelser såvel som deportation af beskyttede personer fra et besat område til besættelsesmagtens eller et andet besat eller ubesat lands område forbydes uden hensyn til begrundelsen herfor.
(stk. 2) Besættelsesmagten kan dog foretage hel eller delvis evakuering af et bestemt område, hvis befolkningens sikkerhed eller tvingende militære grunde gør dette påkrævet. Sådanne evakueringer må ikke medføre, at beskyttede personer flyttes udenfor det besatte områdes grænser undtagen i tilfælde, hvor det af materielle grunde er umuligt at undgå en sådan flytning. Således evakuerede personer skal umiddelbart efter ophøret af fjendtlighederne i det pågældende område føres tilbage til deres hjem.
(stk. 3) Den beskyttelsesmagt, der iværksætter sådanne flytninger eller evakueringer, skal i videst muligt omfang sikre, at der skaffes de beskyttede personer passende indkvarteringsforhold, at flytningen sker under tilfredsstillende hygiejniske, sundheds-, sikkerheds- og ernæringsmæssige forhold, samt at medlemmer af samme familie ikke adskilles.
(stk. 4) Beskyttelsesmagten skal have meddelelse om enhver flytning eller evakuering, såsnart denne har fundet sted.
(stk. 5) Besættelsesmagten må ikke tilbageholde beskyttede personer i et område, der i særlig grad er udsat for krigens farer, medmindre befolkningens sikkerhed eller tvingende militære grunde gør dette påkrævet.
(stk. 6) Besættelsesmagten må ikke deportere eller overføre dele af sin egen civilbefolkning til det område, den besætter.

I denne forbindelse påpeger professoren Tomis Kapitan, at:
”I verdenssamfundets øjne er dets [Israels] tilstedeværelse der [i de besatte territorier] underlagt international lovgivning, der beskæftiger sig med krigsførende besætninger, specifikt den fjerde Genève-konvention af 1949. . . Konventionen tillader foranstaltninger af militær nødvendighed, og forbyder ændringer af retssystemet, tvangsoverførsel eller deportation af den beboende befolkning og genbosættelse af besættelsesmagten for sin egen civile befolkning inden for det besatte område. Israel har overtrådt disse bestemmelser, men anfægtede disse bestemmelsers anvendelighed med den begrundelse, at Vestbredden (især) er "omstridt" eller "ikke allokeret" snarere end besat, som omtalt i Genève-konventionen."

Israel bestrider både, at den fjerde Genève-konventionen finder anvendelse på de pågældende områder, ligesom Israel bestrider, at de skulle have overtrådt den fjerde Genève-konventionen (selv hvis denne konvention fandt anvendelse på de pågældende områder). Selvom resolution 446 bekræfter, at den fjerde Genève-konventionen finder anvendelse, gør denne resolution det ikke eksplicit om, hvorvidt Israel har overtrådt denne konvention. Dette spørgsmål er overladt til de relevante domstole. I 1993 godkendte FN's Sikkerhedsråd således "i henhold til kapitel VII af FN-pagten" en rapport fra generalsekretæren, som uden tvivl konkluderede, at den lov, der finder anvendelse i en væbnet konflikt, er indeholdt i Genève-konventionerne af 12. august 1949 og Haag Konvention (IV) af 18. oktober 1907 og disse var blevet del af international sædvaneret. Spørgsmål om overtrædelse af principperne i konventionerne blev efterfølgende henvist til diverse internationale domstole, herunder Den Internationale Straffedomstol (ICC).
Gershom Gorenberg, en amerikanskfødt israelsk journalist, har skrevet, at den israelske regering fra starten vidste, at den overtrådte Genève-konventionen ved at skabe civile bosættelser på territorierne under IDF-administration. Gorenberg påpegede i denne sammenhæng, at Theodor Meron var den israelske regerings juridiske ekspert inden for international ret, og han den 16. september 1967 skrev et tophemmeligt notat til Adi Yafeh, premierministerens politiske sekretær, vedrørende "bosættelse i de administrerede territorier". I dette notat konkluderede Meron, at: "Min konklusion er, at den civile bosættelse i de administrerede områder strider mod de eksplicitte bestemmelser i den fjerde Genève-konventionen." Moshe Dayan forfattede efterfølgende et hemmeligt notat i 1968, hvori han foreslog en udvidelse af bosættelserne. Moshe skrev således: "At bosatte israelere på administreret område, som det kendes nu, er i strid med internationale konventioner, men der er intet væsentligt nyt ved det".

### Israels synspunkt
Israels hovedargument mod anvendelsen af konventionen blev formuleret af Meir Shamgar og er baseret på en fortolkning af den fjerde Genève-konventions Artikel 2, som lyder:
Den Fjerde Genève-konvention, Artikel 2 (Almindelige bestemmelser)
(stk. 1) Udover de bestemmelser, der gælder i fredstid, finder nærværende konvention anvendelse i alle tilfælde, hvor en krig er erklæret, eller hvor der iøvrigt er opstået en væbnet konflikt mellem to eller flere af De Høje Kontraherende Parter, selv om en af disse ikke anerkender, at der består krigstilstand.
(stk. 2) Konventionen finder ligeledes anvendelse i alle tilfælde af hel eller delvis besættelse af en af De Høje Kontraherende Parters territorium, selv om en sådan besættelse ikke møder væbnet modstand.

Regeringens argument (først fremsat af Moshe Dayan i en tale til FN i 1977) er, at hverken Vestbredden eller Gaza var territorier tilhørende en af "De Høje Kontraherende Parter" på det tidspunkt, hvor de blev besat af Israel. Som følge heraf finder konventionen ikke anvendelse, da ovenstående Artikel 2, stk. 1 & 2 omtaler to eller flere "Kontraherende Parter".
Endvidere hævder Israel, at – selv hvis den fjerde Genève-konvention fandt anvendelse på de berørte områder – krænker de ikke denne konvention:
- For det første argumenterer Israel her for, at konventionen er udfærdiget i efterdønninger til den 2. verdenskrig, hvorfor den skal ses i denne kontekst. Konventionen skal i denne forbindelse ses som en direkte reaktion på de grusomme forbrydelser, som det nazistiske-regime begik under 2. verdenskrig, hvorfor de enkelte artikler i den fjerde Genève-konvention er udformet som direkte reaktion mod, og for at forebygge, at lignende forbrydelser skulle ske i fremtiden. Således skal ordlyden i den fjerde Genève-konvention Artikel 49 ses i lyset af, at det nazistiske-regime under 2. Verdenskrig deponerede millioner af mennesker fra diverse besatte områder, og i flere tilfælde også tvang egne befolkningsgrupper til at tilflytte disse områder. Denne tvangsforflytning var organiseret fra centralt hold og var motiveret af et ønske om kolonisering, ligesom det var motiveret af forskellige racemæssige årsager.[11]
- For det andet er Artikel 49 kun tiltænkt at dække tvangsforflyttelser/tvungne overførelser. Artikel 49 (stk. 1) i konventionen siger således specifikt "Tvungen overførelse af enkeltpersoner eller tvungne masseoverførelser" (engelsk: "[i]ndividual or mass forcible transfers") mens israelerne, der bor i de berørte bosættelser, har tilflyttet dem frivilligt. Ligeledes hævdes det, at bosættelserne ikke er tiltænkt til, og heller ikke nogensinde har resulteret i, at palæstinensere er blevet tvangsforflyttet fra de berørte områder.[12][13]
- For det tredje hævder Israel, at nogle af bosætterne er vendt tilbage til områder, som bestod af jødiske bosættelser før 1948 (f.eks. Gush Etzion), hvilket derfor er et helt andet spørgsmål.
- For det fjerde hævder Israel, at Genève-konventionen kun finder anvendelse i mangel af en gældende fredsaftale og mellem to parter, der accepterer konventionen. Da Oslo-aftalerne overlader spørgsmålet om bosættelser til fremtidige forhandlinger, argumenteres det af nogle for, at palæstinenserne accepterede den midlertidige tilstedeværelse af israelske bosættelser, indtil der forhandles yderligere. Derpå er der ikke er grundlag for at erklære dem ulovlige.[14]

Israels holdninger er ikke blevet accepteret af Den Internationale Røde Kors Komité, og den er heller ikke blevet godkendt af de andre af "De Høje Kontraherende Parter" til den fjerde Genève-konvention. Konventionens artikel 1 siger endvidere, at "De Høje Kontraherende Parter forpligter sig til under alle forhold selv at overholde og at drage omsorg for overholdelsen af nærværende konvention.".
Den 15. juli 1999 blev der i FN's hovedkvarter i Genève afholdt en konference mellem "De Høje Kontraherende Parter" til den fjerde Geneve-konvention. Her blev det fastslået, at konventionen var gældende i det besatte palæstinensiske område, herunder Jerusalem. I 2001, på en en-dages konference for "De Høje Kontraherende Parter", vedtog 114 lande en erklæring på tre sider, der bekræftede, at konventionen var gældende for de palæstinensiske områder.
I august 2004 anbefalede en arbejdsgruppe inden for det israelsk justitsministerium, der var blevet nedsat af statsadvokat Menachem Mazuz, at applicere den fjerde Genève-konvention på Vestbredden og Gaza. Anbefalingen kom på baggrund af, at Den Internationale Domstol (ICJ) havde udstedt en rådgivende domsafgørelse (engelsk: advisory ruling), som sagde, at Israels separationsbarriere var ulovlig.

## Tilbagetrækning fra Gazastriben
Israel forlod Gazastriben i september 2005 og fjernede alle de bosættelser og militære styrker, der var i området. Dele af Vestbredden, Østjerusalem og Golanhøjderne forbliver i dag under israelsk kontrol. Ligeledes kontrollerer Israel forsat Gazas luftrum og territorialfarvand. Israel har ikke kontrolleret Rafah-grænsen til Egypten, siden tilbagetrækningen i 2005.